# I liga polska na żużlu (2003)
I liga polska na żużlu w sezonie 2003. 

## Rozgrywki

### Runda zasadnicza

#### Tabela
M = Rozegrane spotkania; W = Wygrane; R = Remisy; P = Porażki; Pkt = Punkty

#### Wyniki
|                                  | RYB   | TAR   | LUB   | GOR   | GNI   | RZE   | RAW   | WAR   |
| -------------------------------- | ----- | ----- | ----- | ----- | ----- | ----- | ----- | ----- |
| RKM Rybnik                       | x     | 53:37 | 66:24 | 63:27 | 55:35 | 48:42 | 58:52 | 65:25 |
| Unia Tarnów                      | 45:44 | x     | 64:26 | 59:31 | 45:45 | 33:27 | 63:27 | 40:0  |
| TŻ Sipma Lublin                  | 45:45 | 46:44 | x     | 62:28 | 48:42 | 58:31 | 58:32 | 59:31 |
| Stal-Telenet Strabag Gorzów Wlkp | 37:53 | 47:43 | 49:41 | x     | 46:44 | 60:28 | 55:34 | 54:35 |
| Dark Dog Gniezno                 | 48:42 | 41:49 | 68:22 | 56:34 | x     | 55:35 | 64:26 | 65:25 |
| Jasol Rzeszów                    | 30:60 | 48:42 | 40:47 | 55:35 | 50:40 | x     | 45:39 | 63:27 |
| Kolejarz Rawicz                  | 39:51 | 41:49 | 39:51 | 32:58 | 49:40 | 54:36 | x     | 50:40 |
| WKM Warszawa                     | 35:55 | 40:50 | 46:44 | 36:54 | 38:52 | 42:47 | 61:29 | x     |

### Runda finałowa

#### Tabela
M = Rozegrane spotkania; W = Wygrane; R = Remisy; P = Porażki; Pkt = Punkty

#### Wyniki (miejsca 1-4)
|                          | RYB   | TAR   | LUB   | GOR   |
| ------------------------ | ----- | ----- | ----- | ----- |
| RKM Rybnik               | x     | 50:40 | 50:40 | 63:27 |
| Unia Tarnów              | 47:36 | x     | 70:20 | 55:35 |
| TŻ Sipma Lublin          | 42:47 | 41:49 | x     | 43:46 |
| Stal-Strabag Gorzów Wlkp | 45:45 | 36:53 | 42:48 | x     |

#### Wyniki (miejsca 5-8)
|                  | GNI   | RZE   | RAW   | WAR  |
| ---------------- | ----- | ----- | ----- | ---- |
| Dark Dog Gniezno | x     | 49:41 | 55:35 | 40:0 |
| Jasol Rzeszów    | 59:31 | x     | 66:24 | 40:0 |
| Kolejarz Rawicz  | 47:43 | 43:45 | x     | 40:0 |
| WKM Warszawa     | 0:40  | 0:40  | 0:40  | x    |

### Baraże
| o utrzymanie |        | Kolejarz Rawicz 7 miejsce w I lidze  | 80:99 | Intar Przeglądżużlowy.pl Ostrów Wlkp 2 miejsce w II lidze |
| ------------ | ------ | ------------------------------------ | ----- | --------------------------------------------------------- |
| o utrzymanie | 12 paź | Intar Przeglądżużlowy.pl Ostrów Wlkp | 51:38 | Kolejarz Rawicz                                           |
| o utrzymanie | 19 paź | Kolejarz Rawicz                      | 42:48 | Intar Przeglądżużlowy.pl Ostrów Wlkp                      |

### Tabela końcowa
| Poz | Klub                              |
| --- | --------------------------------- |
| 1   | RKM Rybnik Awans do Ekstraligi    |
| 2   | Unia Tarnów Awans do Ekstraligi   |
| 3   | TŻ Sipma Lublin                   |
| 4   | Stal-Strabag Gorzów Wlkp          |
| 5   | Dark Dog Gniezno                  |
| 6   | Jasol Rzeszów                     |
| 7   | Kolejarz Rawicz Spadek do II ligi |
| 8   | WKM Warszawa Spadek do II ligi    |